# Castelnou
Castelnou [kastɛlnu] (katalanisch: Castellnou dels Aspres) ist eine französische Gemeinde des Départements Pyrénées-Orientales in der Region Okzitanien. Administrativ ist sie dem Kanton Les Aspres und dem Arrondissement Céret zugeteilt.
Das Dorf ist als eines der Plus beaux villages de France (Schönste Dörfer Frankreichs) klassifiziert.

## Geografie

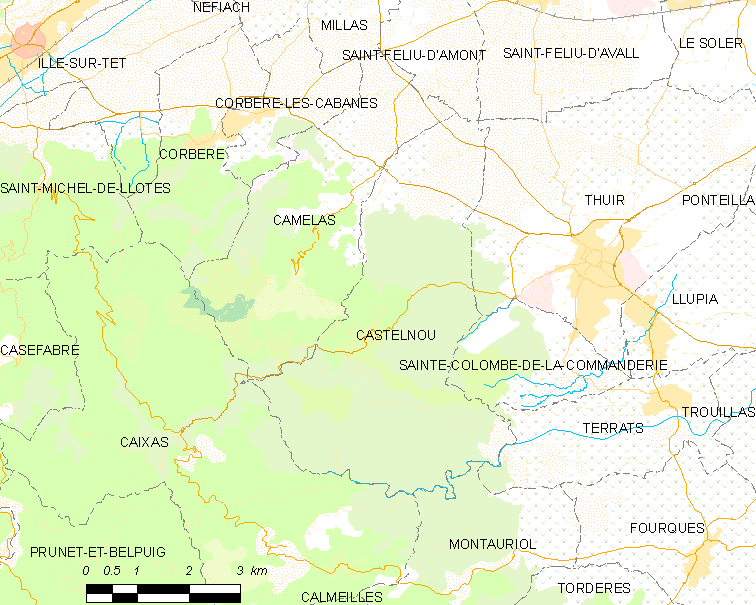
Castelnou und Umgebung

Das südfranzösische Dorf mit 286 Einwohnern (Stand 1. Januar 2022) befindet sich nicht weit von der spanischen Grenze an den ersten Ausläufern des Aspres 5 Kilometer westsüdwestlich von Thuir und 18 Kilometer südwestlich von Perpignan. Es liegt an einem steilen Hang eines Hügels, der von einer mittelalterlichen Burg mit einem Wachturm dominiert wird. Verkehrstechnisch erschlossen ist der Ort durch die Départementsstraße D48.

## Geschichte

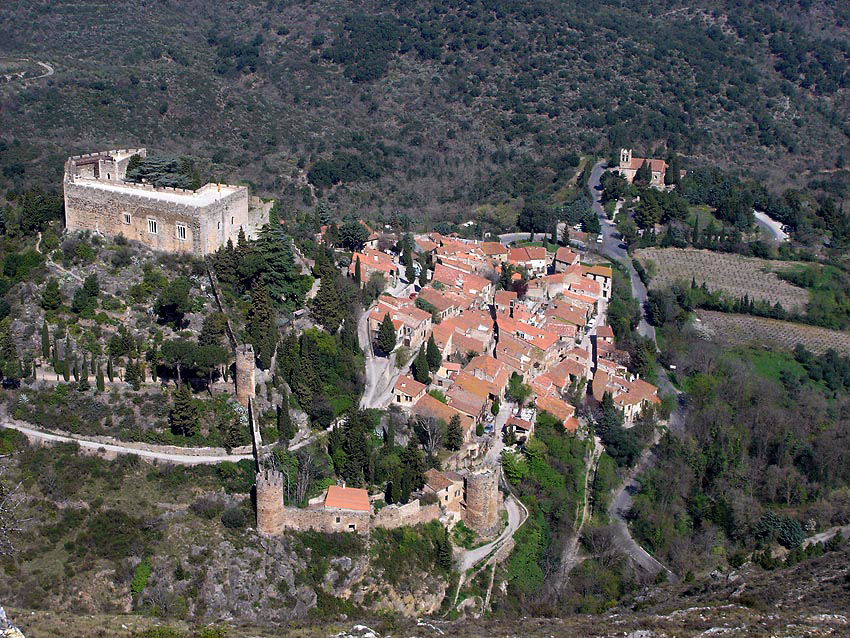
Der Hang von Castelnou

Die Burg wurde um 1065 erstmals urkundlich als de Castro novo erwähnt.
Der Ortsname leitet sich ab vom katalanischen Castellnou (okzitanisch Castelnau), selbst vom spätlateinischen castellu novu und bedeutet somit „neue Burg“.
Die mittelalterliche Stadt wird Ende des 10. Jahrhunderts erstmals erwähnt und wuchs im Umkreis der Burg. Sie war der Sitz der Vicomtes (Vize-Grafen) von Castelnou. Innerhalb der Festung gab es auch eine Kapelle, die dem Petrus geweiht war. Die Chapelle Saint-Pierre diente bis zum Ende des 12. Jahrhunderts als Pfarrkirche. Ab dem Jahre 1091 wurde sie durch die Augustiner-Chorherren aufgewertet. Inzwischen ersetzt durch ein neues Gotteshaus, das außerhalb der Stadtmauern zu liegen kam, musste sie im 14. Jahrhundert bei der Vergrößerung des Burgsaales weichen.
1268 wurde Castelnou von Jakob II. von Mallorca belagert und schließlich eingenommen. In der frühen Neuzeit geschah 1483 ähnliches, als der Herr von Castelnou vor den anrückenden Söldner des Gouverneurs von Roussillon kapitulieren musste.
Im 17. Jahrhundert wurde die Burg aufgegeben, und auch das Dorf zerfiel nach und nach, bis es im 19. Jahrhundert quasi verlassen war. Doch wurde die Burg Ende des 19. Jahrhunderts aufgekauft und einer Restaurierung, die man eigentlich als Rekonstruktion bezeichnen muss, unterzogen. Der Aufschwung des Tourismus nach dem Zweiten Weltkrieg zog später neue Bewohner und Gäste an, und aus den Ruinen erwuchs ein neues Dorf.

### Wappen
Das Wappen des Ortes entspricht jenem der Vize-Grafen von Castelnou und ist ein Ausdruck der Wehrbereitschaft: auf rotem Grund eine silberne Burg, schwarz gemauert, das Burgtor transparent und offen zur Landschaft hin.

### Bevölkerungsentwicklung
| Jahr      | 1962 | 1968 | 1975 | 1982 | 1990 | 1999 | 2009 | 2021 |
| --------- | ---- | ---- | ---- | ---- | ---- | ---- | ---- | ---- |
| Einwohner | 186  | 173  | 159  | 152  | 277  | 331  | 365  | 286  |

## Weinbau
Die Gemeinde ist Teil des Weinbaugebietes Côtes du Roussillon und darf seine Produkte unter der Herkunftsbezeichnung Côtes du Roussillon AOC vermarkten. Zudem wird in Castelnou und in der Umgebung auch der Süßwein Muscat de Rivesaltes AOC gekeltert.

## Sehenswürdigkeiten

### Dorfkern

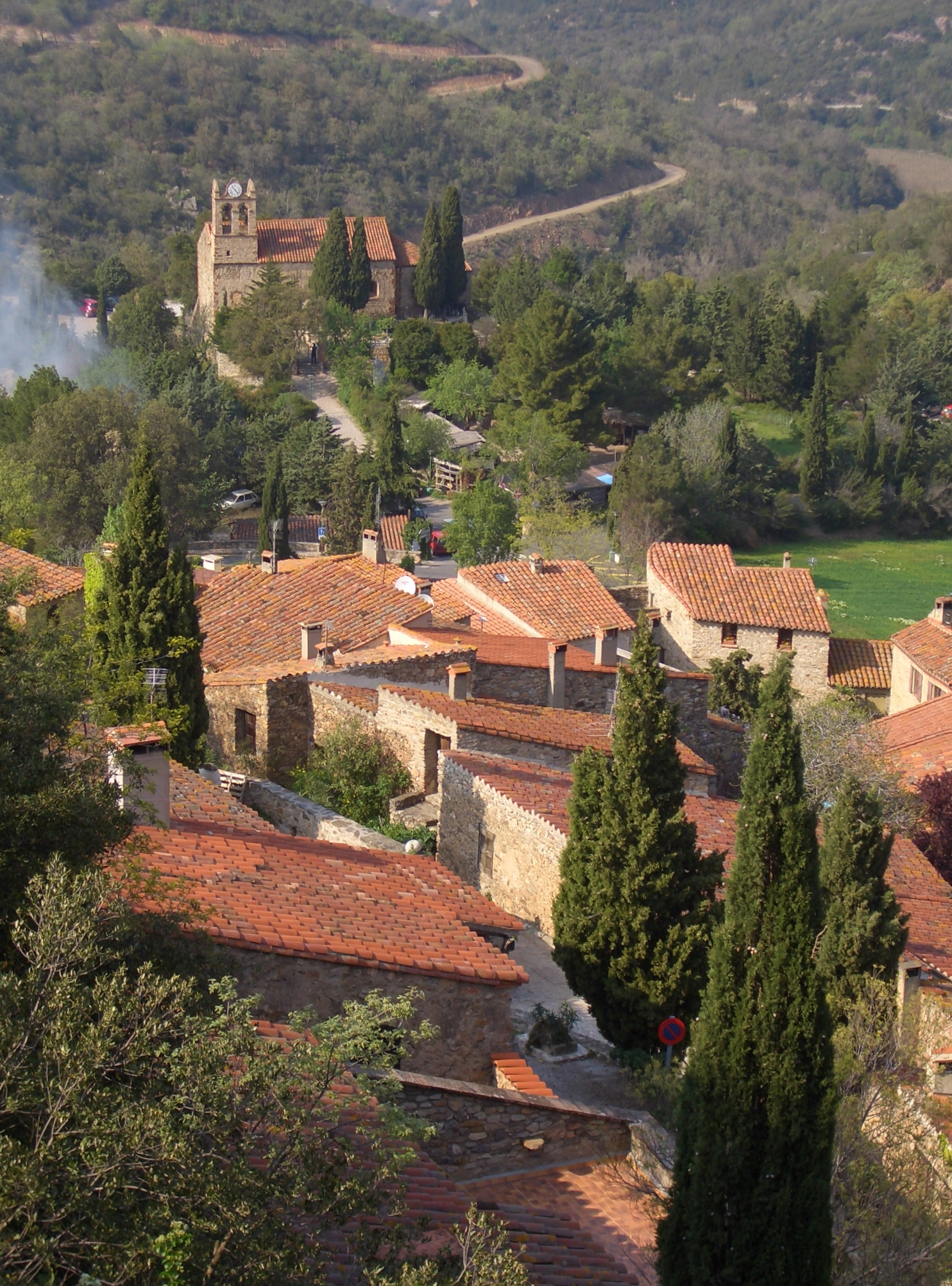
Das Dorf Castelnou von der Burg aus gesehen

Der Dorfkern gruppiert sich entlang zwei parallel verlaufende Gassen auf unterschiedlichem Niveau. Es sind dies die Carrer d’avall und die Carrer del mig, welche durch mehrere Treppen miteinander verbunden sind. Bemerkenswert sind die halbkugelförmigen Backöfen von Früher, welche die Fassaden mancher Häuser schmücken. Einige Wohngebäude weisen an der Unterseite der Dachtraufe (an der Génoise) Verzierungen aus Keramikfliesen auf. Nicht wenige Häuser offenbaren auch erstaunlich schöne und wohlgeformte Mauersteine, die vermutlich von der Festung abgetragen wurden. Trotzdem sind einige Teile des Bollwerkes überraschend gut erhalten geblieben. Ein Beispiel dafür ist das von zwei Türmen flankierte Tor Porte de Millars im Norden des Dorfes.

### Burg
Der Ursprung der Burg Château vicomtal geht auf das 10. Jahrhundert zurück; ohne Zweifel wurden damals die ersten Befestigungsbauten erstellt. Bemerkenswert ist, dass bei den Befestigungsmauern, welche den Innenhof bilden, auch eine natürlich vorhandene Felswand mit integriert wurde. Während des gesamten 11. Jahrhunderts waren die Vize-Grafen von Castelnou die dominierenden Herren in der Region. Im 14. Jahrhundert fiel die Burg an das Königreich Mallorca. In den nachfolgenden Jahrhunderten wechselte sie oft den Besitzer, bis sie schließlich aufgegeben wurde. Im 18. Jahrhundert, als die Befestigungsanlage zur Ruine verkam, nutzten die letzten Einwohner des Dorfes ihre Steine, um Häuser zu bauen. Nach der integralen Restauration im 19. Jahrhundert wurde sie vom neuen Besitzer Schritt für Schritt modernisiert. Doch wurde die Anlage 1981 durch einen Brand ein weiteres Mal zerstört. Erneut renoviert, wurde sie 1990 für das Publikum geöffnet.

### Kirche
Die Kirche Église Sainte-Marie du Mercadal, die der Mutter Jesu geweiht ist und erstmals im Jahre 1259 erwähnt wird, wurde außerhalb der Stadtmauern errichten. Der zweite Teil des Namens verdankt sie dem Markt, welcher sich an dieser Stelle etabliert hatte. Das Gotteshaus ersetzte die Kapelle Saint-Pierre im Burghof. Die Sakristei und der Glockenturm sind aus dem 18. Jahrhundert. Der Grundriss ist einfach gehalten: ein Langhaus, abgeschlossen durch eine halbrunde Apsis. Die Ausstattung stammt mehrheitlich aus dem Barock. Bemerkenswert sind das Altarbild des Hochaltars und die Scharniere der Türflügel aus der Romantik.

### Wachtturm
Auf einem benachbarten Fels, der im Nordwesten des Dorfes und der Burg liegt, steht ein Turm, der integrierter Bestandteil des Festungswerkes war. Dieser zylindrische Wachturm ist in einem guten Zustand erhalten geblieben; er erinnert in seiner Gestalt an den Torre del Far in Tautavel oder an den Torre del Mir in Prats-de-Mollo-la-Preste.

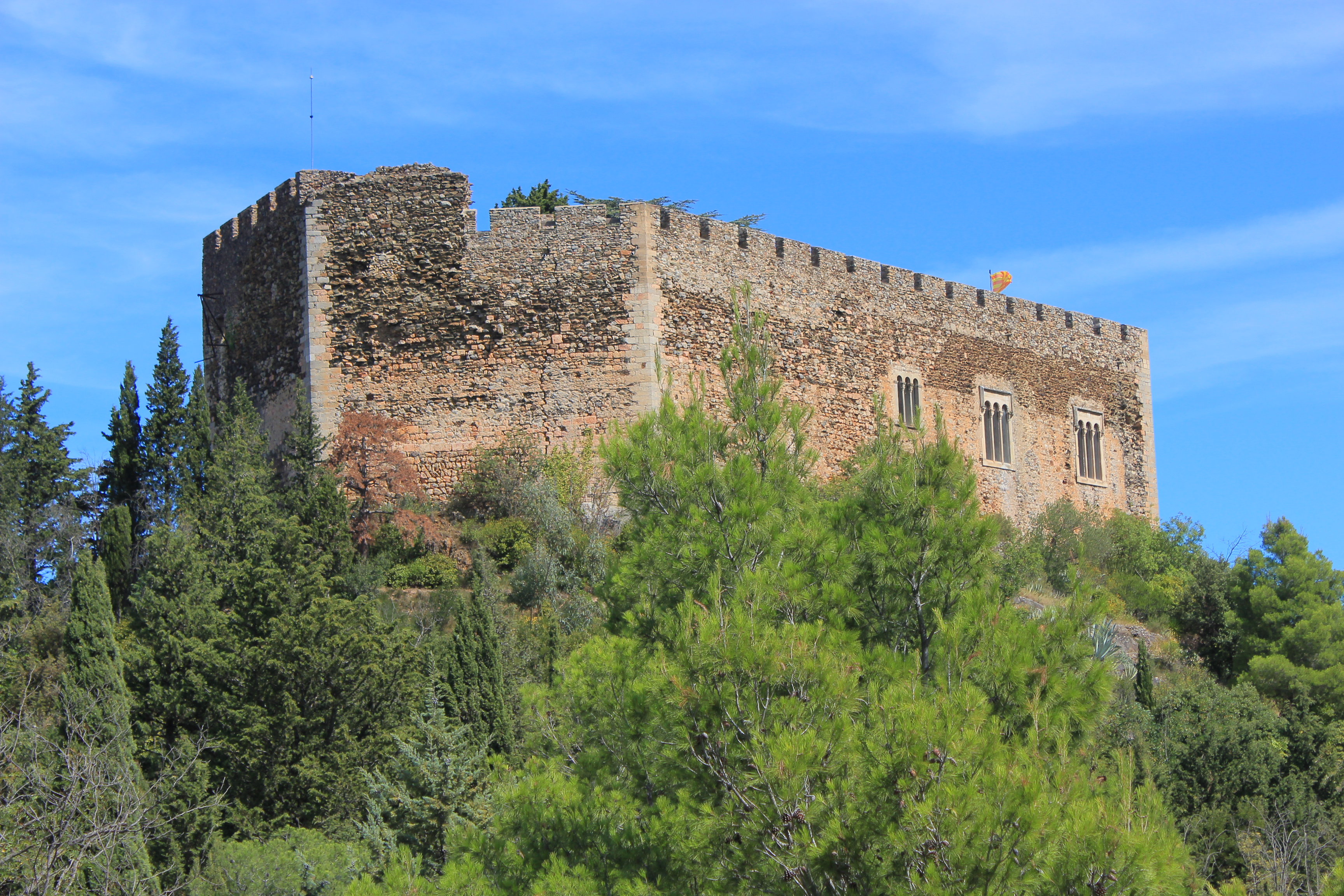
Château vicomtal
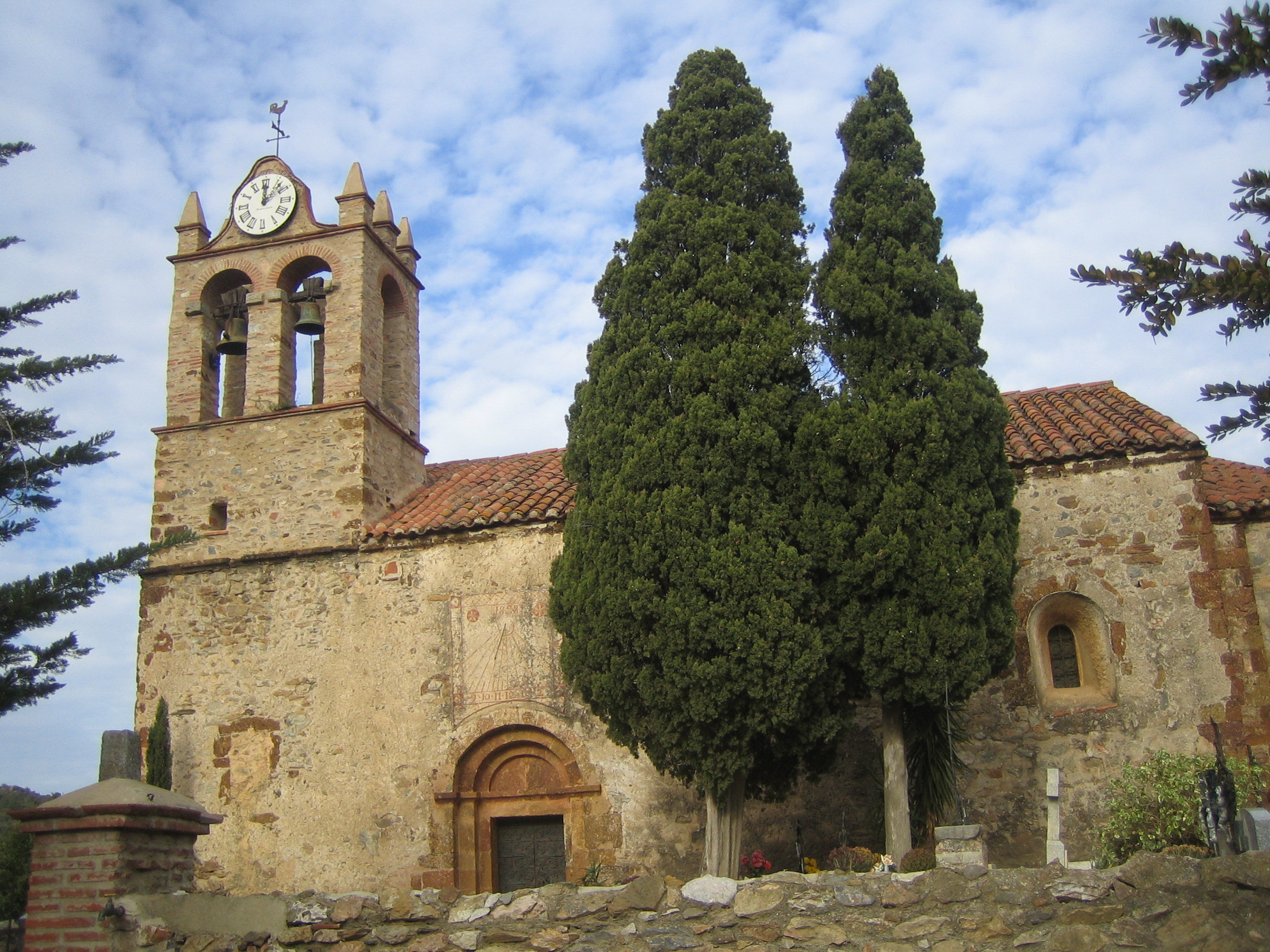
Kirche Sainte-Marie du Mercadal
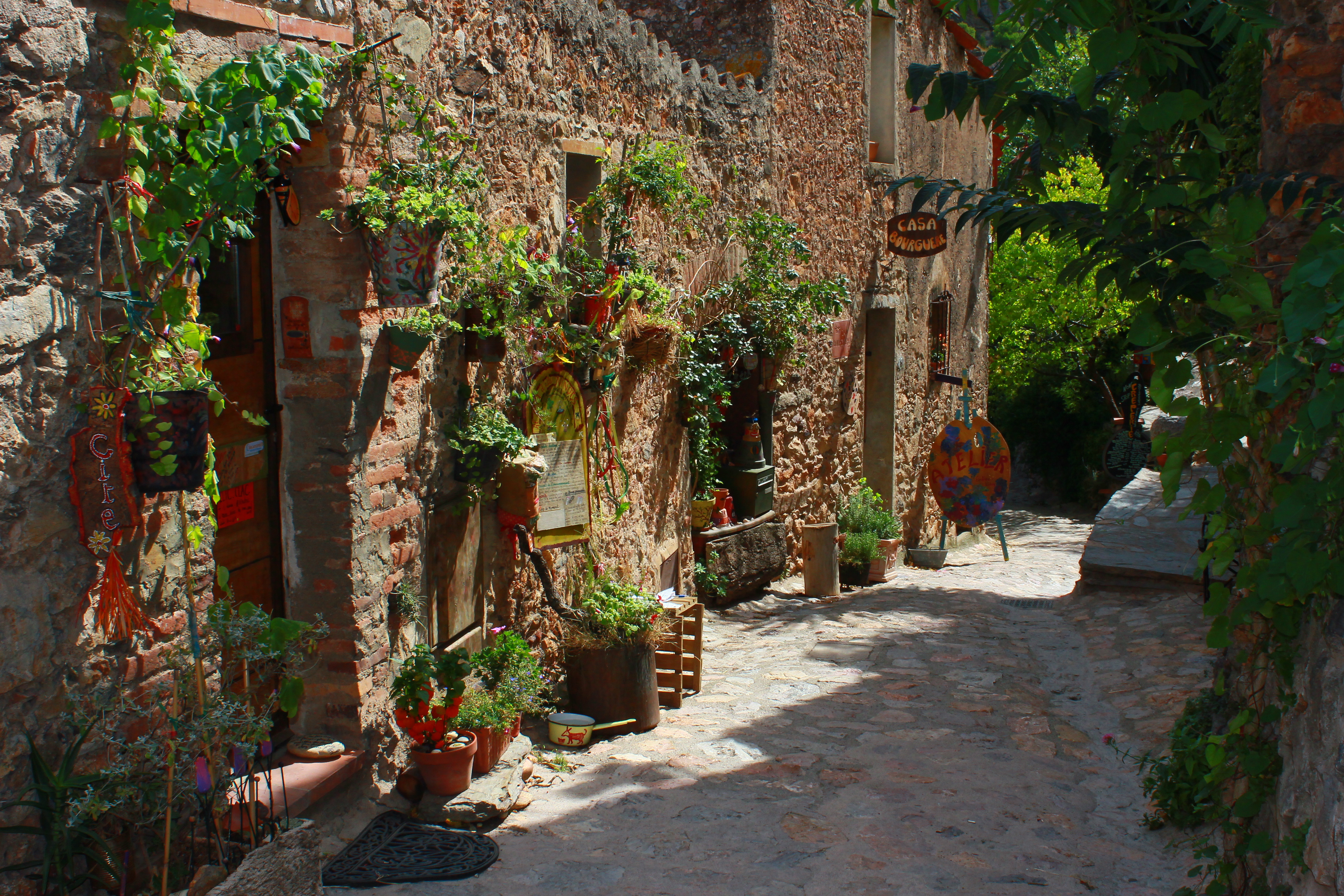
Gassenszenerie
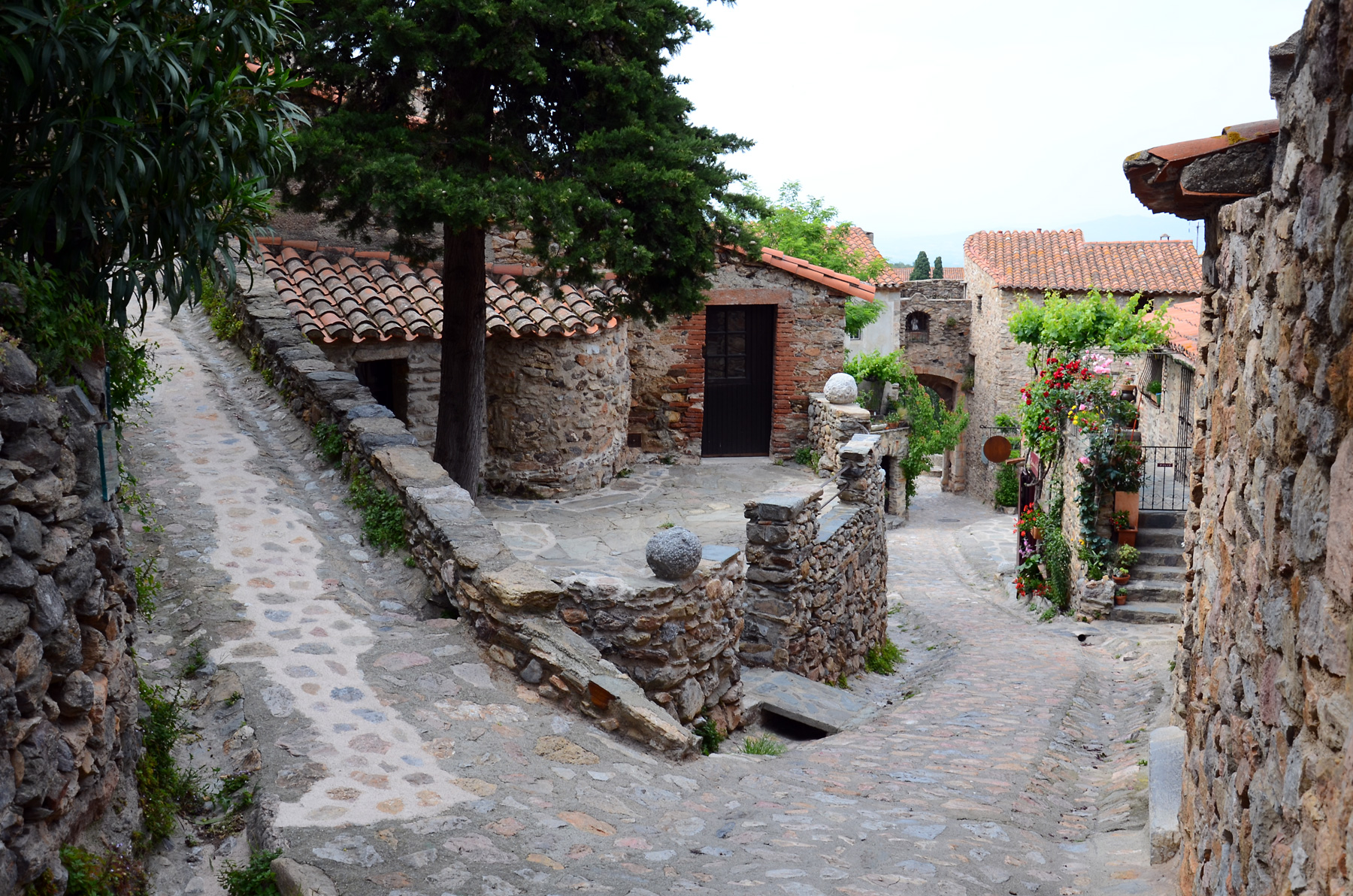
Dorfkern